# Dyfuzja ambipolarna
Dyfuzja ambipolarna – zachodząca w plazmie wspólna dyfuzja dwóch grup przeciwnie naładowanych cząstek. Ponieważ jony i elektrony dyfundują w plazmie z różnymi prędkościami, przeto dyfuzja prowadzi do rozdzielenia ładunków, a więc i do powstania pól elektrycznych hamujących cząstki szybsze i przyspieszających cząstki wolniejsze. W wyniku działania tych pól, a z braku innych silnych pól, cząstki obu znaków dyfundują razem. Współczynnik {\displaystyle D} dyfuzji ambipolarnej wyraża się wzorem 
{\displaystyle D={\frac {2D_{+}D_{-}}{D_{+}+D_{-}}}}
gdzie {\displaystyle D_{+}} i {\displaystyle D_{-}} oznaczają współczynniki dyfuzji odpowiednio cząstek dodatnich i ujemnych.